# Орцишоара (комуна)
Орцишоара (рум. Orțișoara) — комуна у повіті Тіміш в Румунії. До складу комуни входять такі села (дані про населення за 2002 рік):
- Келача (674 особи)
- Корнешть (555 осіб)
- Орцишоара (2256 осіб)
- Сечань (595 осіб)

Комуна розташована на відстані 419 км на північний захід від Бухареста, 22 км на північ від Тімішоари.

## Населення
За даними перепису населення 2002 року у комуні проживали 4080 осіб.
Національний склад населення комуни:
| Національність | Кількість осіб | Відсоток |
| -------------- | -------------- | -------- |
| румуни         | 3775           | 92,5%    |
| угорці         | 155            | 3,8%     |
| німці          | 63             | 1,5%     |
| цигани         | 43             | 1,1%     |
| українці       | 20             | 0,5%     |
| серби          | 7              | 0,2%     |
| болгари        | 5              | 0,1%     |
| італійці       | 4              | 0,1%     |
| словаки        | 1              | < 0,1%   |
| хорвати        | 1              | < 0,1%   |
| поляки         | 1              | < 0,1%   |

Рідною мовою назвали:
| Мова       | Кількість осіб | Відсоток |
| ---------- | -------------- | -------- |
| румунська  | 3887           | 95,3%    |
| угорська   | 119            | 2,9%     |
| німецька   | 47             | 1,2%     |
| українська | 11             | 0,3%     |
| болгарська | 5              | 0,1%     |
| сербська   | 4              | 0,1%     |
| словацька  | 1              | < 0,1%   |
| хорватська | 1              | < 0,1%   |
| італійська | 1              | < 0,1%   |

Склад населення комуни за віросповіданням:
| Релігія                             | Кількість осіб | Відсоток |
| ----------------------------------- | -------------- | -------- |
| православні                         | 3274           | 80,2%    |
| п'ятдесятники                       | 427            | 10,5%    |
| римо-католики                       | 231            | 5,7%     |
| греко-католики                      | 51             | 1,3%     |
| баптисти                            | 32             | 0,8%     |
| реформати                           | 23             | 0,6%     |
| адвентисти                          | 16             | 0,4%     |
| лютерани                            | 8              | 0,2%     |
| бретрени                            | 2              | < 0,1%   |
| лютерани (Аугсбурзького сповідання) | 1              | < 0,1%   |
| не вказали релігію                  | 2              | < 0,1%   |